# Eleccions legislatives de Mongòlia de 2000
Les eleccions legislatives de Mongòlia de 2000 van ser unes eleccions que es van celebrar a Mongòlia el 2 de juliol de 2000 per escollir els setanta-sis diputats de la Gran Jural de l'Estat.

## Sistema electoral
Els diputats del Gran Jural de l'Estat són triats en circumscripcions uninominals.